# سيرجيو فيرغارا
سيرجيو فيرغارا (بالإسبانية: Sergio Andrés Vergara Saez) هو لاعب كرة قدم ومدرب كرة قدم تشيلي في مركز الهجوم، ولد في 25 أبريل 1994 في Maule, Chile ‏ في تشيلي. لعب مع نادي أونيفرسيداد دي تشيلي.

## وصلات خارجية
- سيرجيو فيرغارا على موقع قاعدة بيانات كرة القدم.إي يو (الإنجليزية)
- سيرجيو فيرغارا على موقع Soccerway.com (الإنجليزية)